# Sostre de ciment

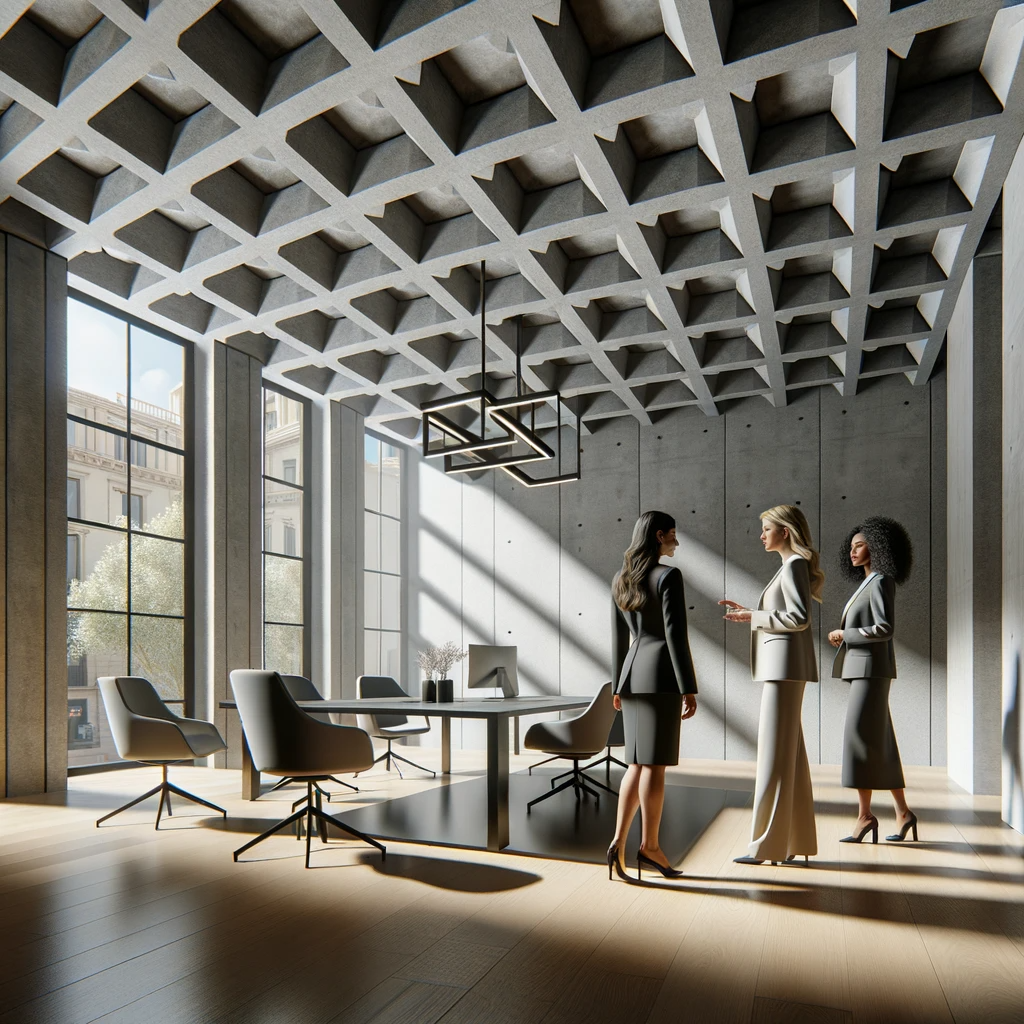
Representació feta per intel·ligència artificial de tres dones, en una oficina, sota un evident sostre de ciment (fet de formigó en cassetons) en al·lusió al concepte feminista del mateix nom.

El sostre de ciment és un concepte que fa referència a les barreres internes autoimposades de manera inconscient per les mateixes dones a l'hora d'ascendir en la seva carrera professional fins a càrrecs de més responsabilitat.
Aquestes limitacions estan relacionades amb els rols i estereotips de gènere i tenen a veure amb la por al fracàs, a no poder fer una bona conciliació vida familiar i laboral, el perfeccionisme o la por a negociar en un món majoritàriament masculí, entre d'altres. Per trencar el sostre de ciment és necessari l'apoderament de les dones.
L'expressió sostre de ciment està relacionada amb el sostre de vidre, el terra enganxós i també el sostre de diamant. Tots tres conceptes representen les grans barreres que es troben les dones per accedir i ascendir laboralment.